# Vendôme (quận)
Quận Vendôme là một quận của Pháp nằm trong tỉnh Loir-et-Cher thuộc vùng Centre-Val de Loire. Nó có 9 tổng và 107 xã.

## Đơn vị hành chính

### Tổng
Các tổng của quận Vendôme là:
1. Droué
2. Mondoubleau
3. Montoire-sur-le-Loir
4. Morée
5. Saint-Amand-Longpré
6. Savigny-sur-Braye
7. Selommes
8. Vendôme 1st Canton
9. Vendôme 2nd Canton

### Xã
Các xã của quận Vendôme và mã INSEE là:
| 1. Ambloy (41001)                  | 2. Areines (41003)                    | 3. Artins (41004)                     | 4. Arville (41005)                 |
| 5. Authon (41007)                  | 6. Azé (41010)                        | 7. Baigneaux (41011)                  | 8. Baillou (41012)                 |
| 9. Beauchêne (41014)               | 10. Bonneveau (41020)                 | 11. Bouffry (41022)                   | 12. Boursay (41024)                |
| 13. Brévainville (41026)           | 14. Busloup (41028)                   | 15. Cellé (41030)                     | 16. Chauvigny-du-Perche (41048)    |
| 17. Choue (41053)                  | 18. Cormenon (41060)                  | 19. Coulommiers-la-Tour (41065)       | 20. Couture-sur-Loir (41070)       |
| 21. Crucheray (41072)              | 22. Danzé (41073)                     | 23. Droué (41075)                     | 24. Faye (41081)                   |
| 25. Fontaine-Raoul (41088)         | 26. Fontaine-les-Coteaux (41087)      | 27. Fortan (41090)                    | 28. Fréteval (41095)               |
| 29. Gombergean (41098)             | 30. Houssay (41102)                   | 31. Huisseau-en-Beauce (41103)        | 32. La Chapelle-Enchérie (41037)   |
| 33. La Chapelle-Vicomtesse (41041) | 34. La Fontenelle (41089)             | 35. La Ville-aux-Clercs (41275)       | 36. Lancé (41107)                  |
| 37. Lavardin (41113)               | 38. Le Gault-Perche (41096)           | 39. Le Plessis-Dorin (41177)          | 40. Le Poislay (41179)             |
| 41. Le Temple (41254)              | 42. Les Essarts (41079)               | 43. Les Hayes (41100)                 | 44. Les Roches-l'Évêque (41192)    |
| 45. Lignières (41115)              | 46. Lisle (41116)                     | 47. Lunay (41120)                     | 48. Marcilly-en-Beauce (41124)     |
| 49. Mazangé (41131)                | 50. Meslay (41138)                    | 51. Mondoubleau (41143)               | 52. Montoire-sur-le-Loir (41149)   |
| 53. Montrouveau (41153)            | 54. Morée (41154)                     | 55. Naveil (41158)                    | 56. Nourray (41163)                |
| 57. Oigny (41165)                  | 58. Pezou (41175)                     | 59. Pray (41182)                      | 60. Prunay-Cassereau (41184)       |
| 61. Périgny (41174)                | 62. Rahart (41186)                    | 63. Renay (41187)                     | 64. Rhodon (41188)                 |
| 65. Rocé (41190)                   | 66. Romilly (41193)                   | 67. Ruan-sur-Egvonne (41196)          | 68. Saint-Agil (41197)             |
| 69. Saint-Amand-Longpré (41199)    | 70. Saint-Arnoult (41201)             | 71. Saint-Avit (41202)                | 72. Saint-Firmin-des-Prés (41209)  |
| 73. Saint-Gourgon (41213)          | 74. Saint-Hilaire-la-Gravelle (41214) | 75. Saint-Jacques-des-Guérets (41215) | 76. Saint-Jean-Froidmentel (41216) |
| 77. Saint-Marc-du-Cor (41224)      | 78. Saint-Martin-des-Bois (41225)     | 79. Saint-Ouen (41226)                | 80. Saint-Rimay (41228)            |
| 81. Sainte-Anne (41200)            | 82. Sainte-Gemmes (41210)             | 83. Sargé-sur-Braye (41235)           | 84. Sasnières (41236)              |
| 85. Savigny-sur-Braye (41238)      | 86. Selommes (41243)                  | 87. Souday (41248)                    | 88. Sougé (41250)                  |
| 89. Ternay (41255)                 | 90. Thoré-la-Rochette (41259)         | 91. Tourailles (41261)                | 92. Troo (41265)                   |
| 93. Tréhet (41263)                 | 94. Vendôme (41269)                   | 95. Villavard (41274)                 | 96. Villebout (41277)              |
| 97. Villechauve (41278)            | 98. Villedieu-le-Château (41279)      | 99. Villemardy (41283)                | 100. Villeporcher (41286)          |
| 101. Villerable (41287)            | 102. Villeromain (41290)              | 103. Villetrun (41291)                | 104. Villiers-sur-Loir (41294)     |
| 105. Villiersfaux (41293)          | 106. Épiais (41077)                   | 107. Épuisay (41078)                  |                                    |